# Callitris columellaris
Callitris columellaris är en cypressväxtart som beskrevs av Ferdinand von Mueller. Callitris columellaris ingår i släktet Callitris och familjen cypressväxter. IUCN kategoriserar arten globalt som livskraftig. Inga underarter finns listade i Catalogue of Life.

## Bildgalleri

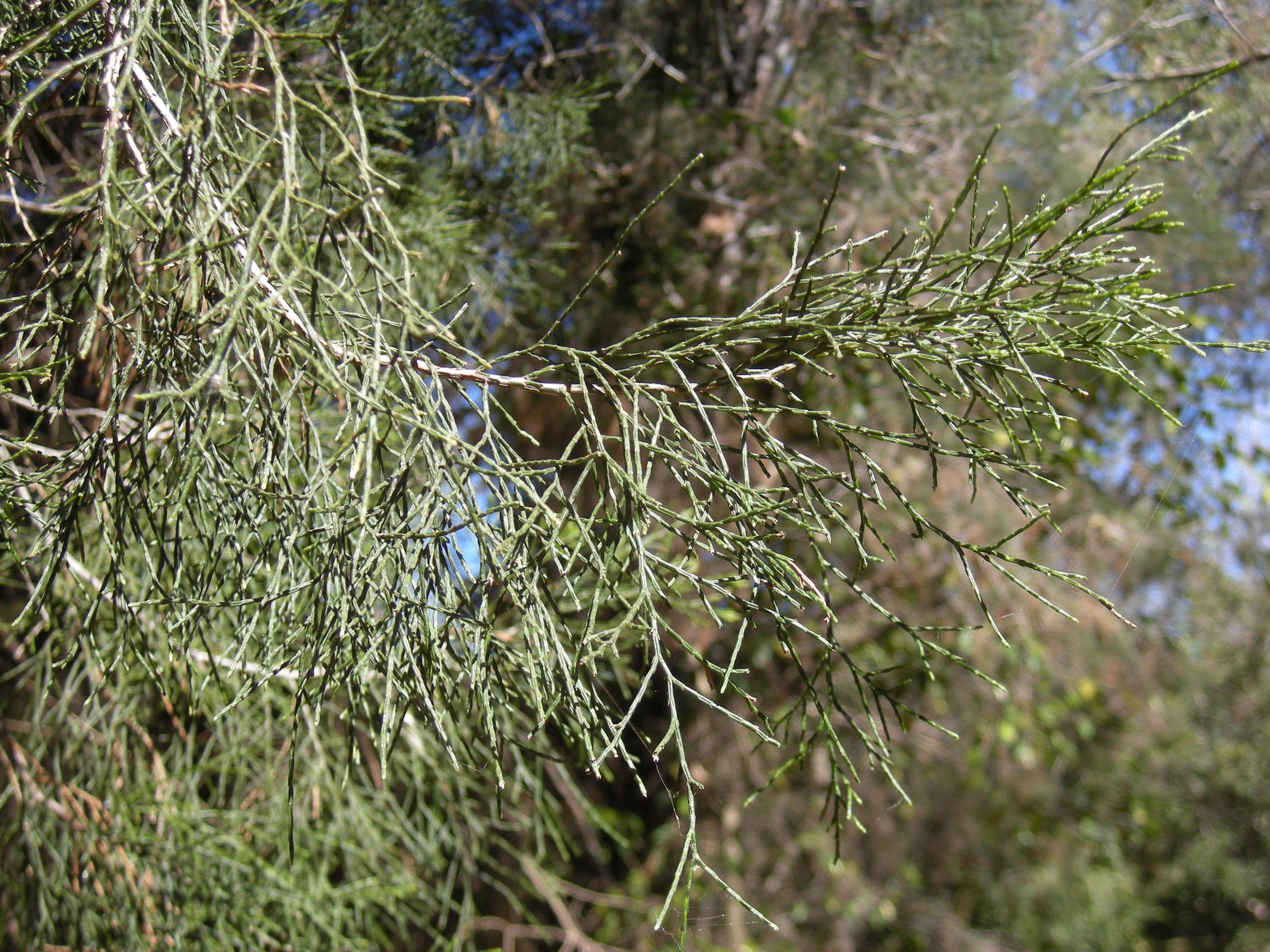
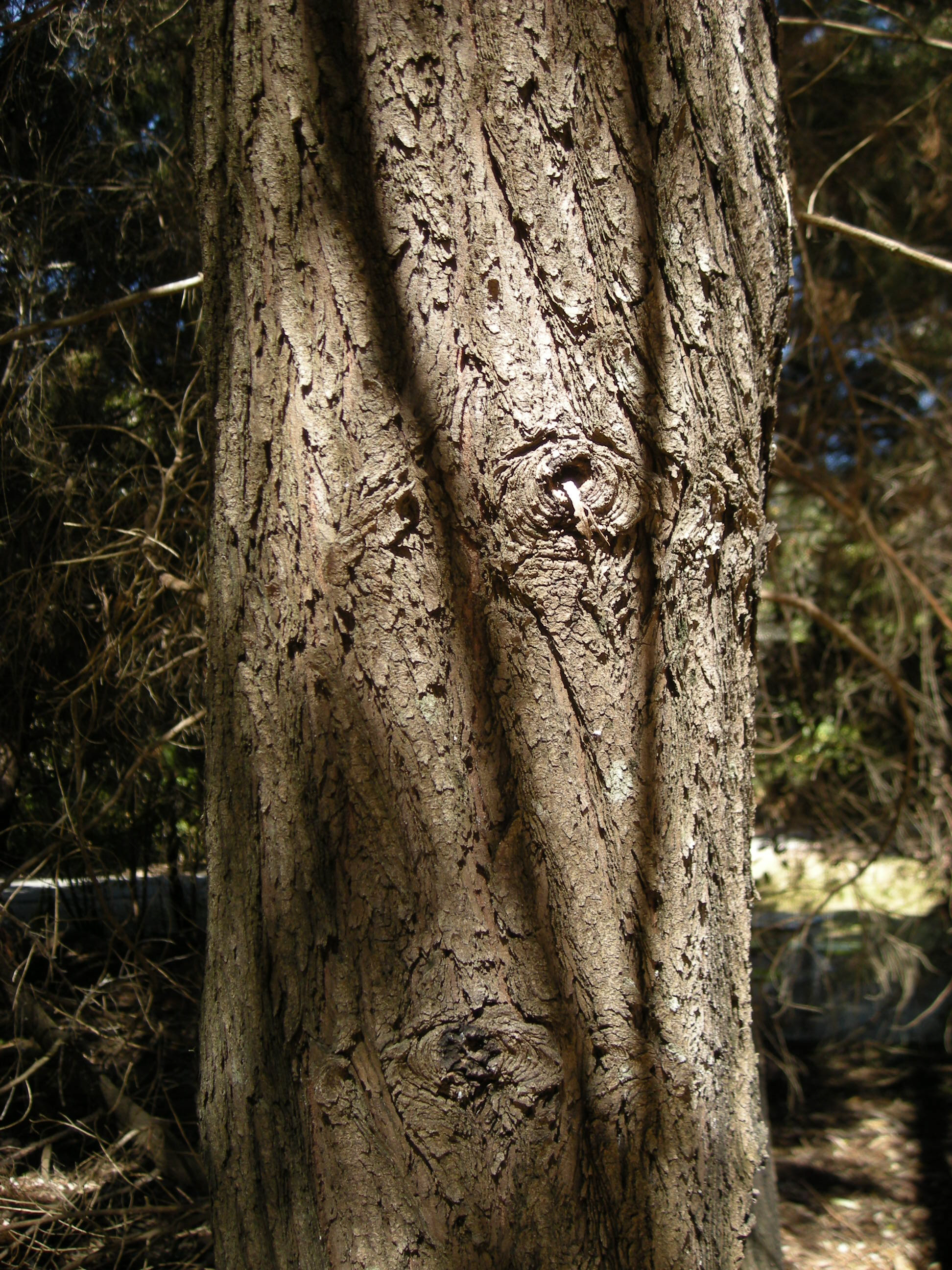
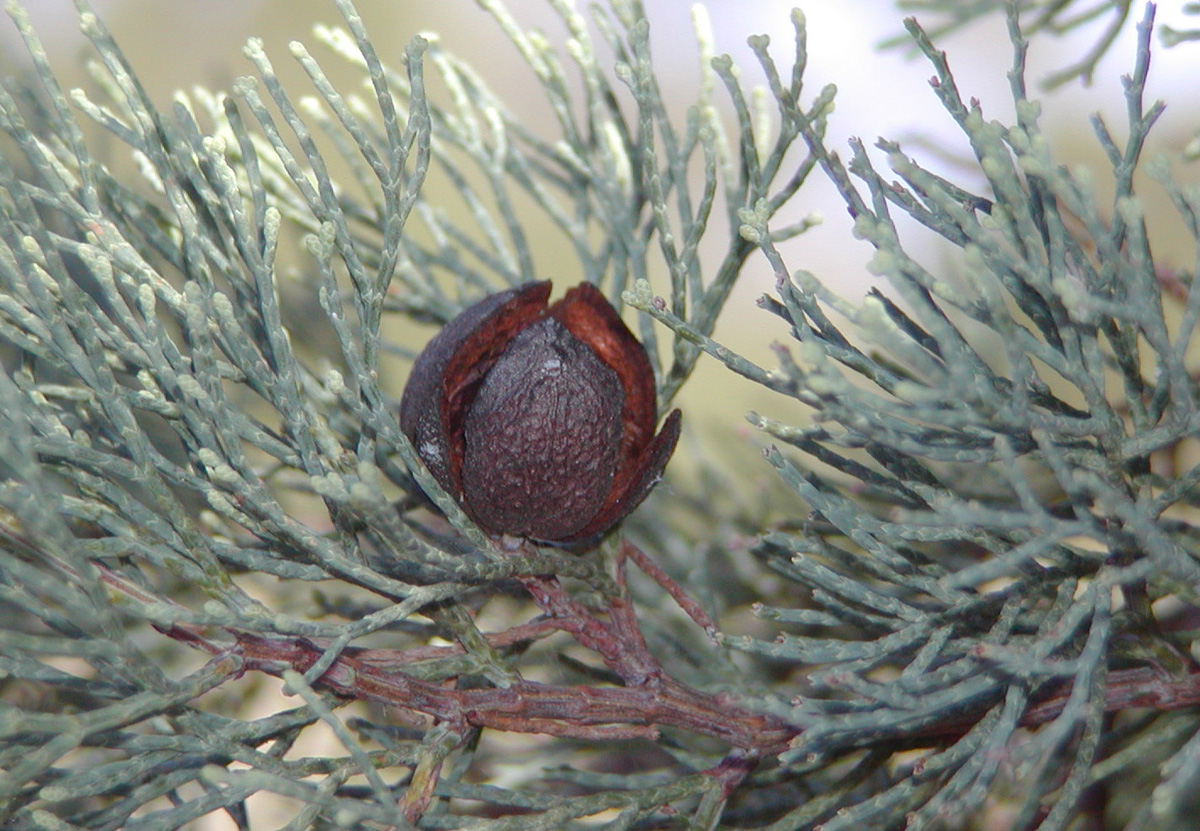
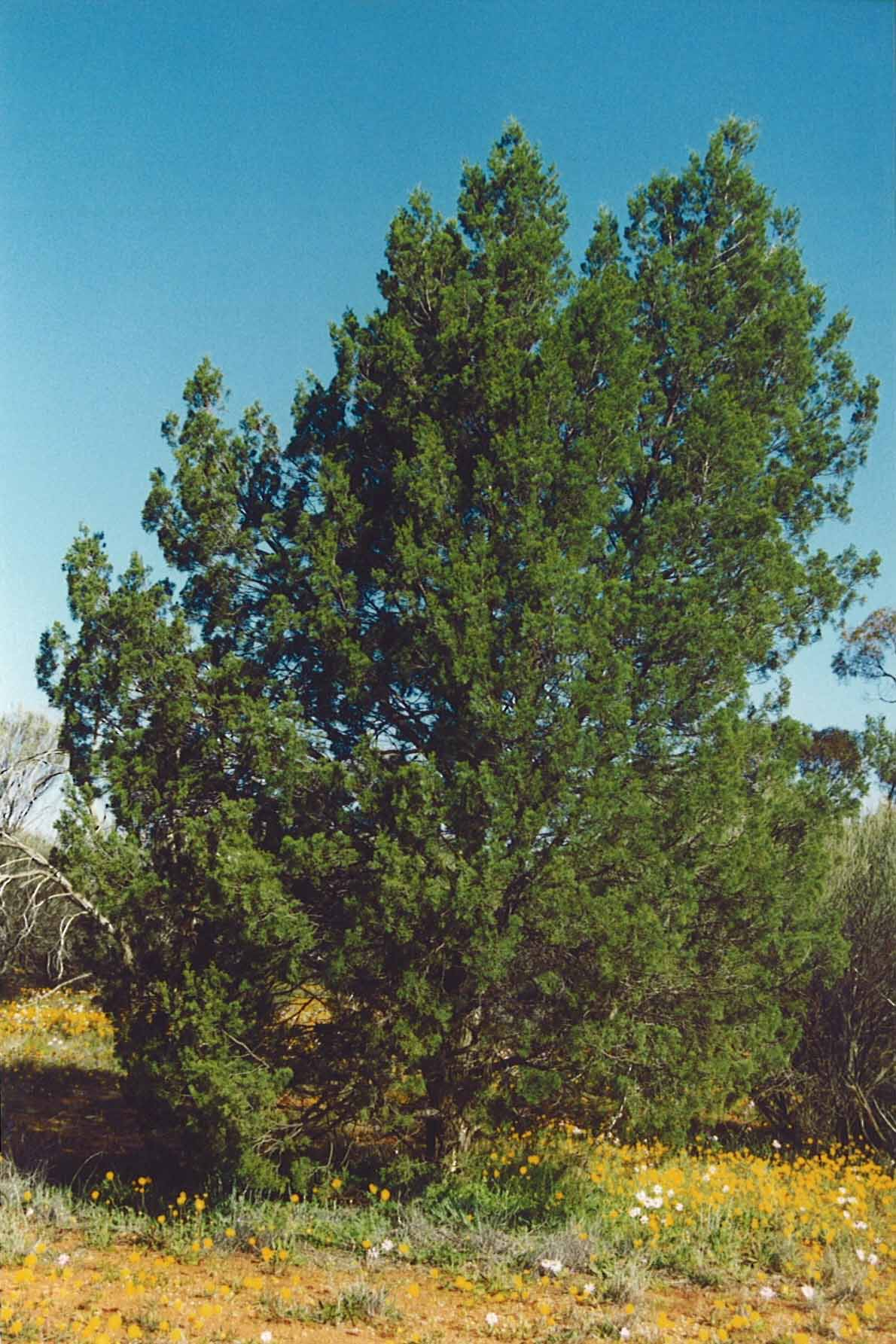
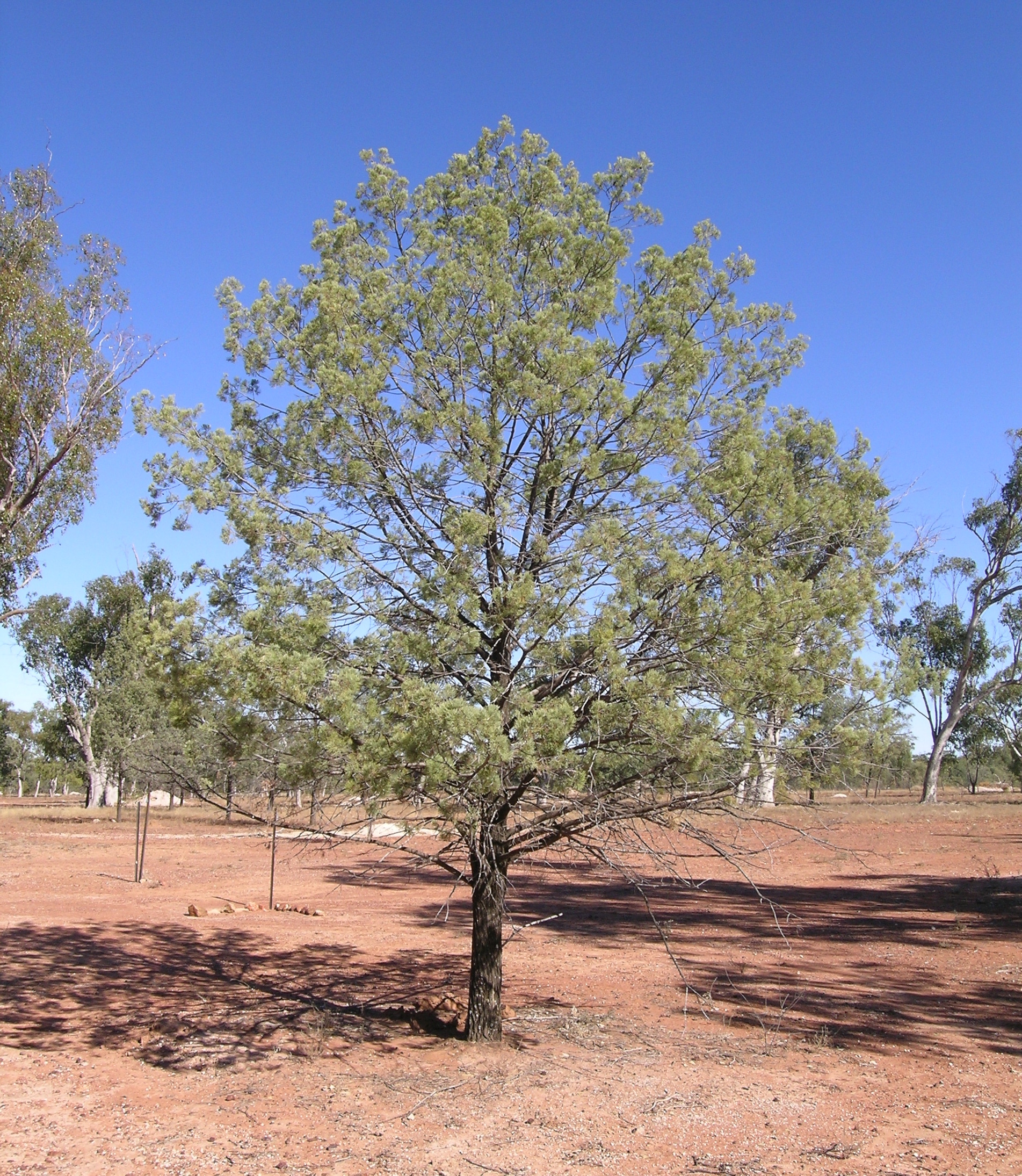
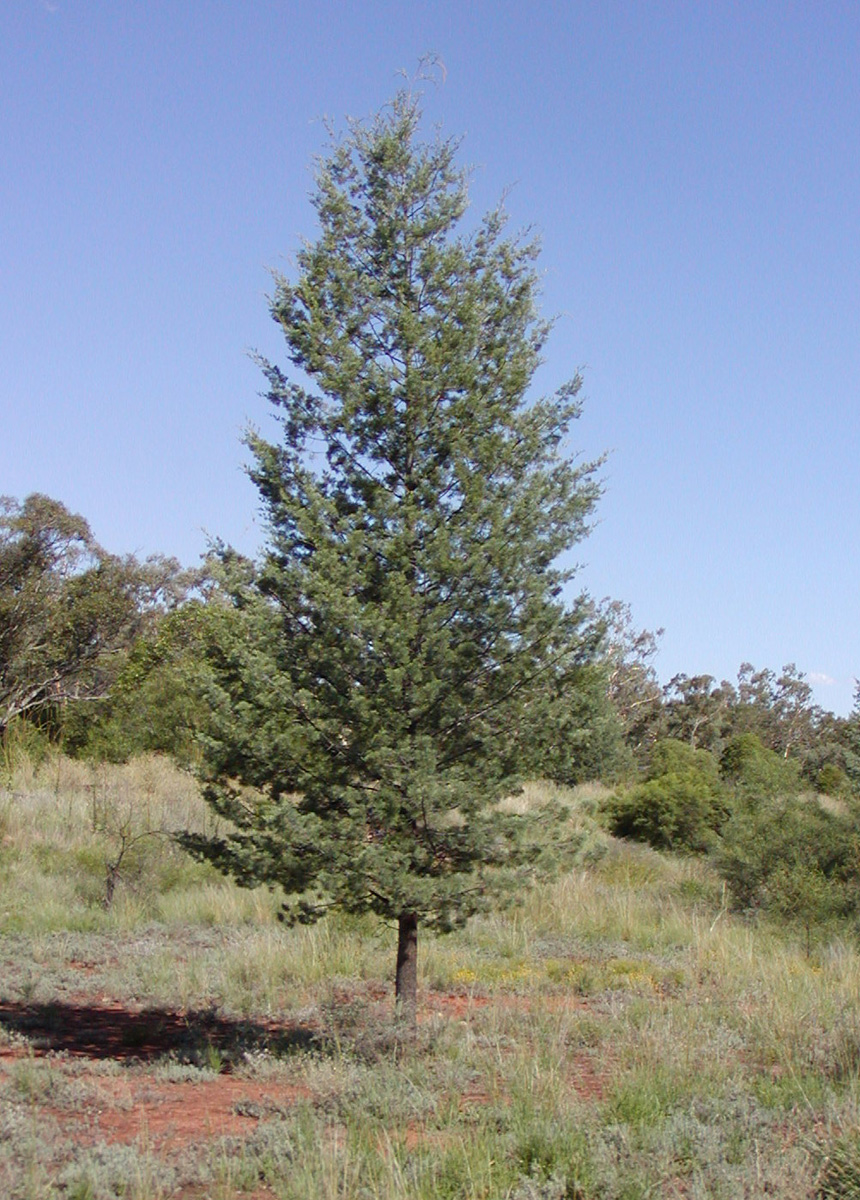